# Konstanze von Schulthess

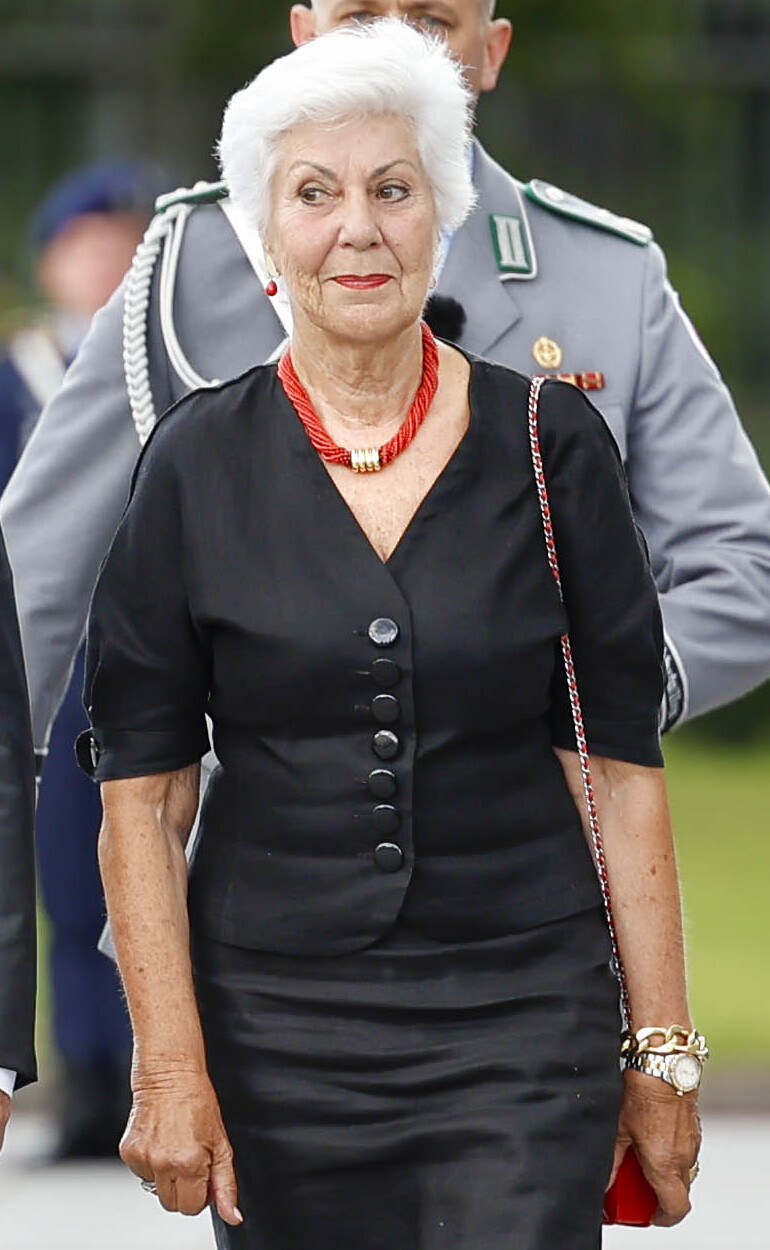
Konstanze von Schulthess (2023)

Konstanze von Schulthess-Rechberg, geb. Schenk Gräfin von Stauffenberg (* 27. Januar 1945 in Frankfurt (Oder)), ist eine deutsche Autorin.
Schulthess-Rechberg ist das jüngste der fünf Kinder von Nina Schenk Gräfin von Stauffenberg (1913–2006) und Claus Schenk Graf von Stauffenberg (1907–1944), einem Widerstandskämpfer im Dritten Reich. Sie lebt in der Schweiz. Im Jahr 2008 veröffentlichte sie eine Biographie über ihre Mutter, in der sie deutlich machte, dass Nina von Stauffenberg sehr wohl in die Umsturzpläne ihres Mannes eingeweiht war und von der Nachricht des Attentats am 20. Juli 1944 nicht völlig überrascht wurde, wie man lange Zeit angenommen hatte.

## Leben

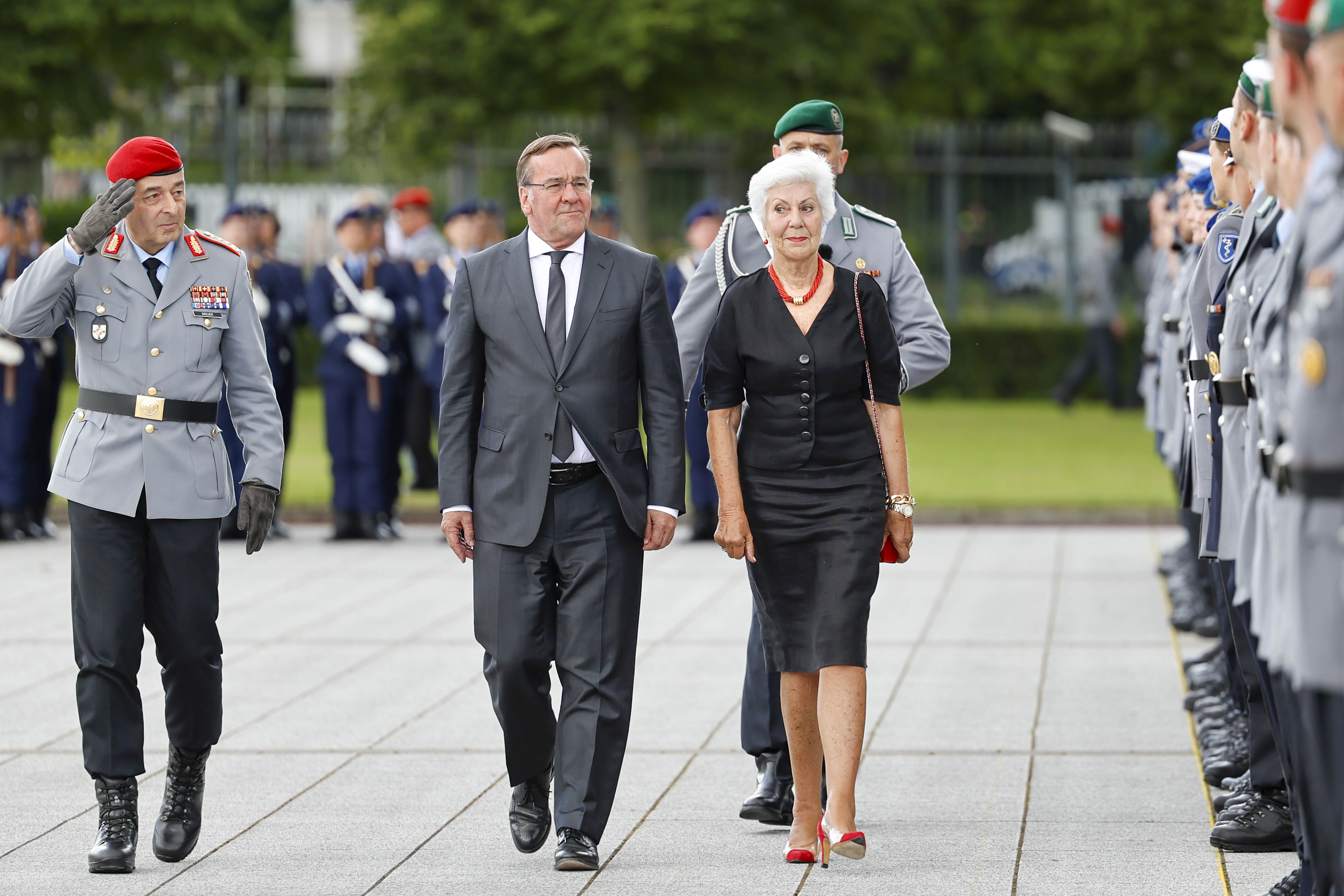
Schulthess-Rechberg schreitet als Ehrengast die Front beim Öffentlichen Gelöbnis 2023 in Berlin ab.

Konstanze von Schulthess-Rechberg kam am 27. Januar 1945 als Konstanze Schenk Gräfin von Stauffenberg sechs Monate nach der Hinrichtung ihres Vaters in einem Frauenentbindungsheim der Nationalsozialisten in Frankfurt (Oder) zur Welt, wohin ihre Mutter aus dem Konzentrationslager Ravensbrück zur Entbindung verlegt worden war. Ihre schwangere Mutter war am Tag des Attentats vom 20. Juli 1944 in Sippenhaft genommen worden. Nach Kriegsende wuchs Konstanze Schenk Gräfin von Stauffenberg zusammen mit ihren vier älteren Geschwistern Berthold, Heimeran, Franz Ludwig und Valerie auf dem Sitz der Stauffenberg-Familie in Lautlingen sowie in Bamberg, der Heimatstadt ihrer Mutter, auf. Sie machte eine Ausbildung zur Wochenpflegerin, um jungen Müttern nach der Geburt zu Hause zu helfen. Seit 1965 lebt sie in der Schweiz. 
Sie ist verheiratet und hat vier Kinder. Ihr Sohn Philipp von Schulthess (* 1973) ist Schauspieler und wurde vor allem durch seine Mitwirkung am Film Operation Walküre – Das Stauffenberg-Attentat bekannt, in dem die Geschichte seines Großvaters erzählt wird. 
2023 war sie Ehrengast beim Öffentlichen Gelöbnis zum Jahrestag des Attentats vom 20. Juli 1944 in Berlin und hielt die Ehrenrede.

## Werke
- Nina Schenk Gräfin von Stauffenberg. Ein Porträt. Pendo, München u. a. 2008, ISBN 978-3-85842-652-9.
- Nina Schenk Gräfin von Stauffenberg. Ein Porträt. Mit einem Vorwort und einer persönlichen Nachbemerkung der Autorin. audio media, München 2009, ISBN 978-3-86804-055-5 (Hörbuch).